# Primula sapphirina
Primula sapphirina är en viveväxtart som beskrevs av Joseph Dalton Hooker och Thomson. Primula sapphirina ingår i släktet vivor, och familjen viveväxter. Inga underarter finns listade i Catalogue of Life.